# Rhododendron augustinii
Rhododendron augustinii er en art af rododendron fra Hubei og Sichuan i Kina.

## Beskrivelse
Den blomstrer omkring begyndelsen af maj med hvide eller violette blomster (kan variere) med gulbrun plet. Den har en opret vækstform og efter 10 år er den ca. 140 cm høj. 

## Anvendelse
Augustiniien tåler fuld sol, men er mere hårdfør på en halvskygget plads. De former af arten, som man dyrker i Danmark, plejer at være forholdsvis hårdføre.